# شعبده‌باز (فیلم ۲۰۱۶)
شعبده‌باز (به انگلیسی: Sleight) یک فیلم ابرقهرمانی و درام آمریکایی محصول سال ۲۰۱۶ به کارگردانی و نویسندگی جی. دی. دیلارد با بازی جیکوب لاتیمور، سیچل گابریل، دولی هیل، استورم رید، ساشیر زاماتا و مایکل ویلار است. این فیلم عموماً نقدهای مثبتی از سوی منتقدان دریافت کرد و در مقابل بودجه ۲۵۰٫۰۰۰ دلاری خود، ۴ میلیون دلار در سراسر جهان فروخت.
این فیلم برای اولین بار در جشنواره فیلم ساندنس ۲۰۱۶ در ۲۳ ژانویه ۲۰۱۶ به نمایش درآمد. در ۲۸ ژانویه ۲۰۱۶، بلوم‌هاوس پروداکشنز حقوق پخش فیلم را به دست آوردند. این فیلم در ۲۸ آوریل ۲۰۱۷ منتشر شد.

## داستان
فیلم داستان جوانی شعبده باز و با استعداد به نام «بو» را روایت می‌کند که برای اینکه بتواند خرج خانواده‌اش را در بیاورد و هزینه تحصیل خواهرش را نیز بدست آورد، در خیابان‌های شهر به نمایش و تردستی بپردازد تا بتواند بهه خواسته‌هایش برسد. او می‌داند که می‌تواند با این همه استعداد خارق‌العاده‌اش، فراتر از آنچه که می‌پندازد پول بدست آورد، به همین دلیل وارد فعایت‌های غیرقانونی می‌شود و در ادامه …

## پاسخ انتقادی
در جمع‌آوری نقد راتن تومیتوز، این فیلم بر اساس ۴۴ نقد، ۸۰٪ امتیاز تأیید و میانگین امتیاز ۶ از ۱۰ را دارد. در متاکریتیک، این فیلم بر اساس بررسی‌های ۱۸ منتقد، امتیاز ۶۲ از ۱۰۰ را کسب کرده‌است. نشان دهنده «بررسی‌های عموماً مطلوب».